# ساناری-سیور-مر
ساناری-سیور-مر (به فرانسوی: Sanary-sur-Mer) یک کمون در فرانسه است که در بخش ور از ناحیهٔ پروانس-آلپ-کوت دازور واقع شده‌است. ساناری-سیور-مر ۱۹٫۲۴ کیلومتر مربع مساحت و ۱۷٬۰۶۸ نفر جمعیت دارد.

## خواهرخوانده
شهرهای باد زکینگین، لوئینو، Purkersdorf، کوشچژنا و نوگینسک خواهرخوانده‌های ساناری-سیور-مر هستند.